# Teyjat
 Teyjat  (en occitano Taijac) es una población y comuna francesa, situada en la región de Aquitania, departamento de Dordoña, en el distrito de Nontron y cantón de Nontron.
En Teyjat se encuentra la cueva de Teyjat, de época prehistórica.

## Demografía
| 379 | 363 | 372 | 364 | 309 | 320 |
| Para los censos de 1962 a 1999 la población legal corresponde a la población sin duplicidades (Fuente: INSEE [Consultar]) |     |     |     |     |     |